# مستعمرة سورينام
سورينام كانت مزرعة مستعمرة هولندية في منطقة غيانا، يجاورها مستعمرة هي بربيس إلى الغرب، والمستعمرة الفرنسية غيانا الفرنسية إلى الشرق.